# Eryri
Eryri (anglès: Snowdonia) és una regió muntanyosa situada al nord-oest de Gal·les, que constitueix una àrea protegida com a parc nacional des del 1951. Té una extensió de 2.130 km² i el cim més destacat és diu Snowdon, del qual deriva el nom de tota la regió. El parc inclou a més de les muntanyes, alguns llacs, una franja de la costa, terres dedicades a la pagesia i algunes poblacions. És un lloc molt freqüentat per turistes, els quals poden gaudir d'un tren que puja al cim més alt o bé practicar el senderisme o l'escalada.

## Nom i extensió

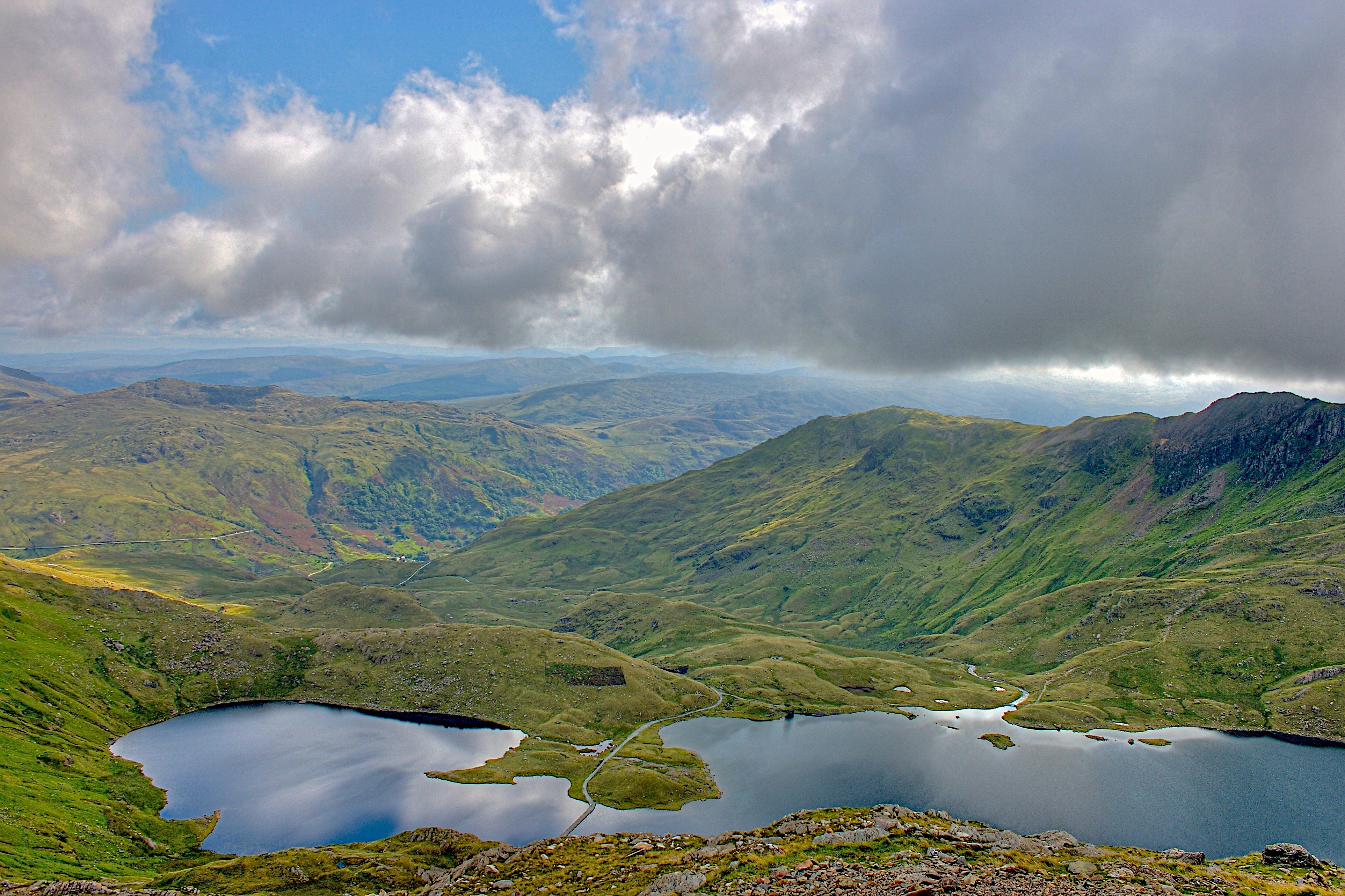
El llac Llyn Llydaw al massís de Snowdon

El nom en anglès deriva de Snowdon, que fa 1.085 m i és la muntanya més alta de Gal·les. En gal·lès es diu Eryri. Hi ha la creença popular que el nom deriva de la paraula eryr («àguila») i que voldria dir «el territori de les àguiles», però els estudis recents indiquen que senzillament vol dir «terres altes» i que està relacionat amb el terme llatí oriri («alçar-se»), cosa que ha demostrat el lingüista Ifor Williams.
La paraula Eryri apareix escrita per primera vegada en un manuscrit del segle ix, titulat Historia Brittonum, en relació al relat sobre un rei semillegendari del segle V anomenat Gwrtheyrn (Vortigern).
A l'edat mitjana es van fer servir els títols de príncep de Gal·les i de lord de Snowdonia (Tywysog Cymru ac Arglwydd Eryri) per designar el domini territorial d'alguns reis del regne de Gwynedd, per exemple Llywelyn ap Gruffudd i el seu avi Llywelyn el Gran.
Abans de la designació de parc nacional, la paraula Snowdonia es feia servir per referir-se a una àrea més petita, generalment la part alta del nord de Gwynedd, centrada en el massís de Snowdon; el parc nacional, en canvi, comprèn una zona més del doble d'extensa que arriba cap al sud fins a la regió costanera de Meirionnydd. F. J. North, editor d'un llibre titulat Snowdonia (1949), diu que: «Quan el comitè encarregat de dissenyar els límits provisionals del parc, van incloure àrees situades a distància que anaven és enllà de la Snowdonia pròpiament dita.» La Snowdonia tradicional incloïa el massís de Snowdon i les muntanyes de la rodalia: el Glyderau, el Carneddau i el Moel Siabod. No hi estaven inclosos els turons del sud de Maentwrog.
La paraula Eryri forma part de la història de Gal·les i en forma part de la seva tradició i cultura.

## Parc nacional d'Eryri
El parc nacional d'Eryri (gal·lès: Parc Cenedlaethol Eryri) es va establir el 1951. Abasta 2.130 km² i inclou 60 km de costa.
El parc està gestionat per una entitat anomenada Snowdonia National Park Authority, que està formada per representants dels municipis propers i per representants del govern de Gal·les. Les oficines d'aquesta entitat són a Penrhyndeudraeth. És un parc que aplega territoris públics i altres de propietat privada sota una mateixa autoritat; la configuració és la següent:
| propietari              | part (%) |
| ----------------------- | -------- |
| privat                  | 69,9     |
| National Trust          | 8,9      |
| National Park Authority | 1,2      |
| Natural Resources Wales | 17,5     |
| companyies de l'aigua   | 0,9      |
| altres                  | 1,6      |

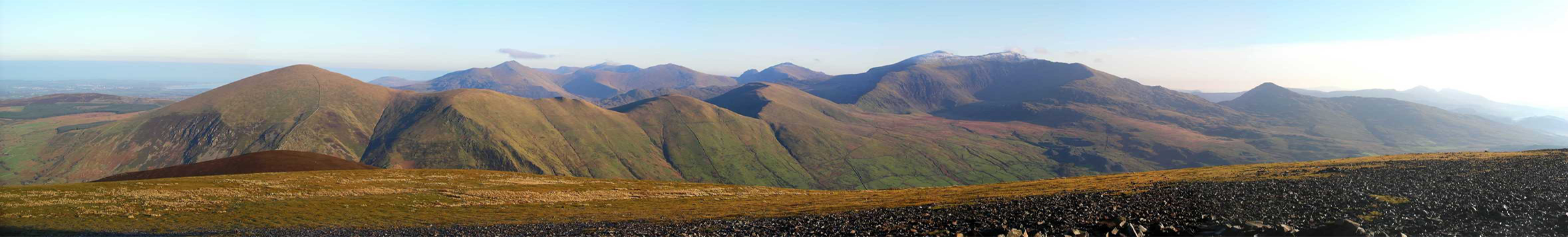
Panoràmica del massís de Snowdon, vist des de Mynydd Mawr. El Glyderau es veu en la llunyania.

Dins la zona declarada parc nacional hi habiten més de 26.000 persones, el 58,6% són de parla gal·lesa segons el cens del 2011.
Encara que la major part del territori són muntanyes, també hi ha terres dedicades a la pagesia.
Des de la reforma de governs locals del 1998, aquest parc queda parcialment dins del comtat Gwynedd i parcialment dins del comtat de Conwy. Dels 18 membres que formen l'entitat gestora, nou són nomenats per Gwynedd, 3 per Conwy, i els sis restants per l'Assemblea Nacional de Gal·les.
Hi ha una zona situada al mig que no està inclosa dins del parc, en el lloc d'una antiga pedrera que pertany al municipi de Blaenau Ffestiniog. Aquesta exclusió es va fer per permetre el desenvolupament d'una nova indústria lleugera que reemplacés la tradicional activitat minera de les plaques de pissarra.
El 1967 es va crear una organització de voluntaris per col·laborar en la protecció medioambiental de la zona, la Snowdonia Society. El físic Amory Lovins va encetar en la dècada del 1970 una campanya de conscienciació per evitar que la multinacional Rio Tinto Group obtingués permís per explotar una gran mina a Eryri i en va sortir reeixit.

## Turisme
Els estudis sobre el turisme en aquesta zona diuen que el 2013 hi va haver 3,67 milions de visitants del parc, i que aproximadament 9,74 milions de turistes van estar al parc durant només un dia en el mateix. Els ingressos que van aportar els turistes del parc van ser de 433,6 milions de lliures l'any 2013.

## Muntanyes
Les muntanyes d'Eryri poden dividir en quatre àrees:
- L'extrem nord és la més popular entre els turistes, inclou d'oest a est: Moel Hebog, Mynydd Mawr i el Nantlle Ridge; el massís de Snowdon; el grup del Glyderau; i el grup del Carneddau. Aquests tres darrers tenen les muntanyes més altes de Gal·les.
- La segona àrea és la que conté els cims: Moel Siabod, Cnicht, Moelwynion i les muntanyes al voltant de Blaenau Ffestiniog.
- La tercera comprèn: Rhinogydd a l'oest, Arenig, el Migneint (una zona humida on abunda la molsa i les torberes), i Rhobell Fawr. És la menys popular entre els turistes a causa de la dificultat d'accés.
- L'extrem sud inclou: Cadair Idris, la serralada de Tarren, els turons de Dyfi, el conjunt d'Aran, on hi hà Aran Fawddwy, la muntanya més alta del Regne Unit al sud de Snowdon.

Els aficionats a l'escalada i al senderisme acostumen a centrar-se en la muntanya de Snowdon, però també s'hi pot pujar amb un tren especial. Les altres muntanyes tenen cims més escarpats, com el Tryfan, una de les poques del RU al sud d'Escòcia que requereix usar les mans per poder-s'hi enfilar. Per les muntanyes menys altes passen senderes no tan freqüentades de gent com les més elevades. Una dels cims favorits dels escaladors és el Y Garn (a l'est de Llanberis) juntament amb el Elidir Fawr; també es practica aquest esport a: Mynydd Tal-y-Mignedd (a l'oest de Snowdon) i Nantlle Ridge; el Moelwyn Mawr (a l'oest de Blaenau Ffestiniog); i Pen Llithrig y Wrach, al nord de Capel Curig. Més al sud estan: Y Llethr i Cadair Idris.
El parc té 2.380 km de camins públics, 264 km de senders i 74 km d'altres tipus de via pública. La major part del parc està subjecta al dret de lliure circulació.

## Paisatge i ecosistema

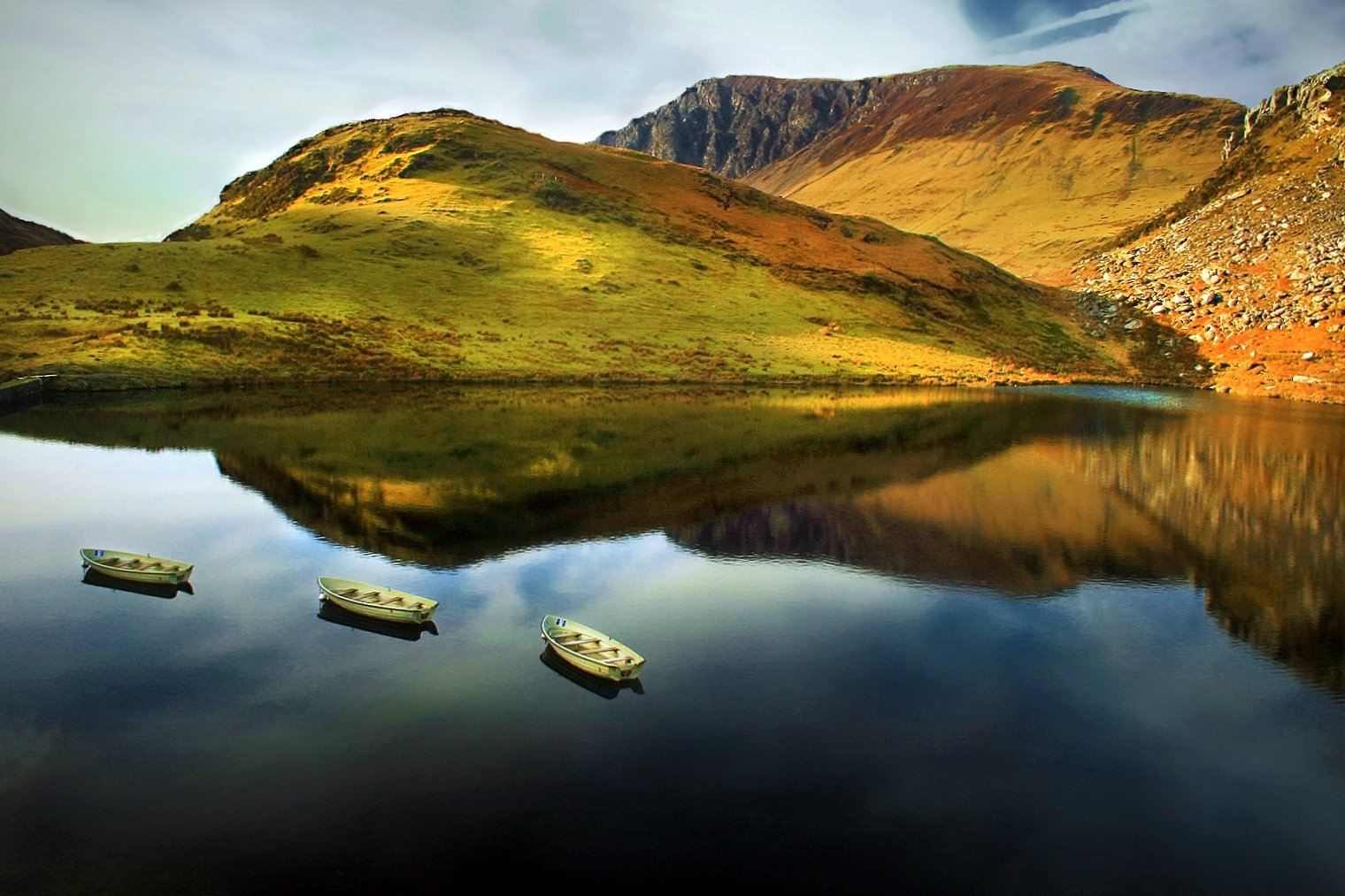
El llac Llyn y Dywarchen.

La franja de costa que queda dins del parc és una àrea de conservació que va des de la península de Llŷn fins més avall al centre de la costa gal·lesa on hi ha les dunes.
Hi ha una àrea boscosa mixta de tipus caducifoli on l'arbre més comú és el roure gal·lès (Quercus petraea). Altres arbres que abunden són: el bedoll, el freixe, l'avellaner. També hi ha grans plantacions de coníferes com el bosc de Gwydir. Algues àrees, abans emprades com a conreu, estan ara abandonades perquè siguin ocupades amb la vegetació natural de l'entorn.
El nord d'Eryri és l'únic lloc de la Gran Bretanya on creix la Gagea serotina, de la família de les lilàcies, una planta característica de l'Àrtida o dels Alps. El Chrysolina cerealis és un escarbot també té el seu hàbitat aquí. També es pot trobar el Hieracium snowdoniense, una planta de la família de les asteràcies que es pensava que estava extingida a causa del pasturatge però que encara n'hi ha.
Un dels principals problemes dels darrers anys és la creixent població de Rhododendron ponticum. Aquesta espècie invasiva, de creixement ràpid, tendeix a ofegar i substituir les espècies autòctones. Pot arribar a formar grans matolls i va acompanyada d'un fong que creix en les seves arrels, el qual produeix toxines que infecten la fauna i la flora durant un període de fins a set anys després d'haver arrencat el Rhododendron. El resultat són paisatges desolats.

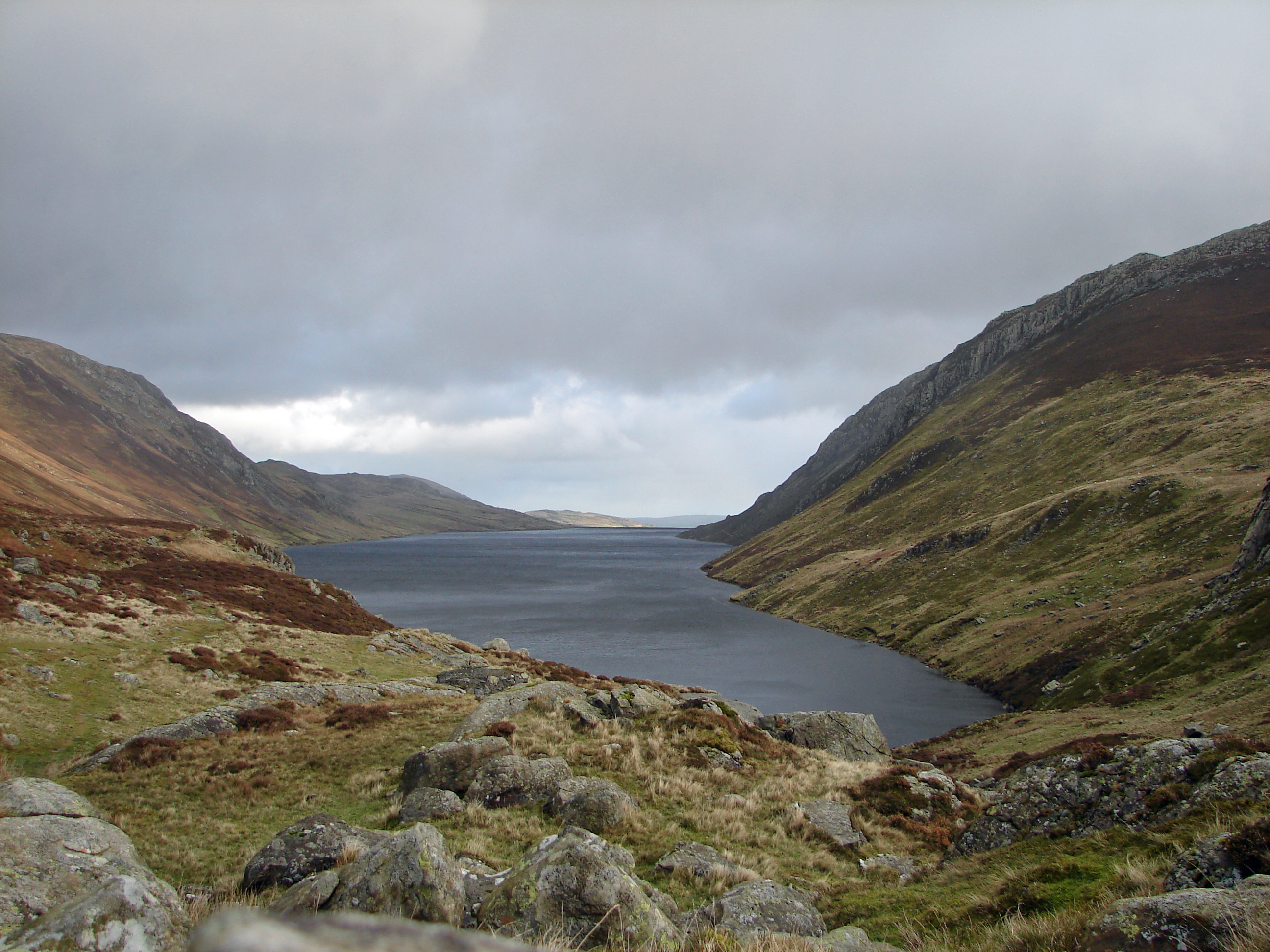
El llac Llyn Cowlyd a 355 msnm.

La importància que es dona al parc d'Eryri per a la conservació de l'ecosistema es nota en el fet que gairebé el 20% de l'àrea total està protegida per lleis del RU i de la Unió Europea. Entre les espècies rares de mamífers s'hi poden trobar exemplars de: llúdria, fura, cabra feral, però fa anys que no s'hi veuen martes. Alguns ocells que s'hi poden veure són: el corb, el falcó pelegrí, l'àguila peixatera, l'esmirla i el milà reial. El parc té tres zones humides de la llista del Conveni de Ramsar: La reserva biosfera de l'estuari del Dyfi, el Cwm Idwal, i Llyn Tegid.

## Clima
Eryri és una de les parts més humides del Regne Unit. El punt amb més pluges del parc és Crib Goch, amb una mitjana anual de precipitacions de 4.473 mm, segons l'estudi que abasta els darrers 30 anys.